# Radio Disney (México)
Radio Disney es una estación de radio mexicana perteneciente a la cadena Radio Disney Latinoamérica. La emisora es operada por Grupo Siete y transmite desde el World Trade Center en el 92.1 MHz del dial FM de la Ciudad de México. Es una estación musical enfocada en los éxitos de música en español e inglés que se transmite las 24 horas del día, los 7 días de la semana, con un repertorio de locutores. La programación está destinada a toda la familia.

## Historia
En un inicio del 9 de octubre de 2013, la cadena era operada por la cadena radiofónica Grupo ACIR, sin embargo el 24 de diciembre de 2019, Radio Disney dejó de emitirse en sus estaciones tanto en la Ciudad de México como en las otras 11 ciudades del interior del país donde estaba , Alondra García, Sandra Villalobos y Édgar Puente, todos provenientes de la estación previa a Radio Disney. En 2015, se integraron José Jarero (Jari), Estephanie Herrera (Steph), Lucero Hernández y Tania Martínez. Steph dejó la estación y llegó Santiago González (Chant), quien fue el ganador de «La búsqueda RD», un proyecto para encontrar la voz de quien supliera a Steph. En 2016, llega la salida de Lalis, Sandra y Lucero, entrando Natalia y Anahí, mientras que Édgar sale en 2018. Después del término de contrato con Grupo ACIR, los locutores restantes pasaron a formar parte del nuevo formato Match FM.
El 1 de febrero de 2020, la estación regresó al aire en el país bajo una alianza de The Walt Disney Company México con la cadena radiofónica Grupo Siete, retomando su emisión y ocupando ahora la frecuencia 92.1 FM en la Ciudad de México. La programación formal de la estación con nuevos locutores y secciones se estrenó el 30 de marzo de 2020.
Actualmente, bajo la administración de Grupo Siete en la Ciudad de México los locutores Tania, Édgar y Steph volvieron a la emisora, y se sumaron nuevos locutores como Leslie García y Oferén Valenzuela, provenientes de Monterrey, Nuevo León y Aguascalientes, Aguascalientes, respectivamente, además de Perla Martínez y Daniela Inurreta (quien dejó la estación en marzo de 2021).
El 7 de abril de 2021, tiene nueva frecuencia en Toluca, Estado de México, ahora por el 102.1 FM de la capital mexiquense.
El 31 de mayo del mismo año, se dio la llegada a la frecuencia de 106.1 FM en Pachuca, Hidalgo. 
El 16 de agosto, regresó a Puebla, Puebla por la frecuencia de 92.9 FM de la cadena radiofónica Grupo Oro, anteriormente se transmitía por el 90.1 FM entre 2014 a 2019 con Grupo ACIR.
El 29 de agosto de 2022, en Pachuca, Hidalgo, se dio un intercambio de frecuencia del 106.1 al 95.7 FM.
El 20 de enero de 2023, regresó a Mazatlán, Sinaloa por la frecuencia de 93.1 FM, anteriormente se transmitía por el 99.5 FM entre 2014 a 2019 con Grupo ACIR.

## Frecuencias

### Actuales
Las siguientes frecuencias están bajo administración de la cadena radiofónica Grupo Siete. Se espera que otras frecuencias del grupo se integren a Radio Disney México en el futuro.
| Ciudad                   | Indicativo | Frecuencia          |
| ------------------------ | ---------- | ------------------- |
| Ciudad de México         | XHFO-FM    | 92.1 MHz            |
| Mazatlán, Sinaloa        | XHMZT-FM   | 93.1 MHz            |
| Pachuca, Hidalgo         | XHMY-FM    | 95.7 MHz            |
| Puebla, Puebla           | XHECD-FM   | 92.9 MHz + 92.9 HD1 |
| Toluca, Estado de México | XHTOM-FM   | 102.1 MHz           |

### Anteriores
Las siguientes frecuencias estuvieron bajo administración de la cadena radiofónica Grupo ACIR. Después de acabar la alianza con Radio Disney México, estas frecuencias tomaron el formato Match FM, a excepción de las estaciones de Monterrey, Nuevo León y Acapulco, Guerrero.
| Ciudad                   | Indicativo           | Frecuencia                    |
| ------------------------ | -------------------- | ----------------------------- |
| Acapulco, Guerrero       | XHMAR-FM / XEMAR-AM  | 98.5 MHz / 710 kHz            |
| Ciudad de México         | XHPOP-FM             | 99.3 MHz                      |
| Colima, Colima           | XHCIA-FM             | 91.7 MHz                      |
| Culiacán, Sinaloa        | XHCNA-FM             | 100.1 MHz                     |
| Guadalajara, Jalisco     | XHEMIA-FM / XEMIA-AM | 90.3 MHz / 850 kHz + 90.3 HD1 |
| Hermosillo, Sonora       | XHFEM-FM             | 99.5 MHz                      |
| León, Guanajuato         | XHPQ-FM              | 97.5 MHz                      |
| Mazatlán, Sinaloa        | XHMAT-FM             | 99.5 MHz                      |
| Monterrey, Nuevo León    | XHOK-FM / XEOK-AM    | 90.9 MHz / 900 kHz + 90.9 HD1 |
| Morelia, Michoacán       | XHMO-FM              | 93.9 MHz                      |
| Puebla, Puebla           | XHRS-FM              | 90.1 MHz                      |
| Puerto Vallarta, Jalisco | XHME-FM              | 89.5 MHz                      |